# Ewald Reinhard
Ewald Reinhard (Pseudonym: Ferdinand von Schreckenstein; * 14. August 1884 in Kleinblittersdorf, Saar; † 8. März 1956 in Münster) war ein deutscher Schriftsteller.

## Leben
Ewald Reinhard absolvierte ein Studium der Philologie an den Universitäten in Straßburg, Bonn, München und Münster. 1907 promovierte er in Münster mit einer Arbeit über Joseph von Eichendorff zum Doktor der Philosophie. Anschließend war er als Gymnasiallehrer tätig. Er nahm als Soldat am Ersten Weltkrieg teil und wurde schwer verwundet. Ab 1919 unterrichtete er als Studienrat in Dortmund und ab 1925 die Fächer Deutsch, Geschichte und Erdkunde am Gymnasium Paulinum in Münster.
Ewald Reinhard verfasste neben literaturwissenschaftlichen und biografischen Abhandlungen auch erzählende Werke. Er wirkte an der historisch-kritischen Gesamtausgabe der Werke Joseph von Eichendorffs mit und verantwortete zwei Bände dieser Edition als Herausgeber.

## Werke
- Aus J. v. Eichendorffs dichterischer Frühzeit, Münster in Wf. 1907
- Eichendorffstudien, Münster i. Westf. 1908
- Geschautes und Gedachtes, Münster 1912
- Karl Ludwig von Haller, Köln 1915
- Augustin Wibbelts literarische Sendung, Leipzig 1919
- Romantische Streifen durch das rheinisch-westfälische Industriegebiet, Dortmund 1919
- Der Siegeszug der Katholischen Kirche in den letzten 100 Jahren, Dortmund 1920
- Der Herr Pedell und andere Erzählungen, Regensburg 1926 (unter dem Namen Ferdinand von Schreckenstein)
- Die Brentanos in Aschaffenburg, Aschaffenburg 1928
- Literaturgeschichte des Saargebietes, Saarbrücken 1929
- Annette von Droste-Hülshoff und Wilhelm Junkmann, Münster 1930
- Karl Ludwig von Haller, der „Restaurator der Staatswissenschaft“, Münster i. W. 1933
- Die Münsterische „Familia sacra“, Münster 1953
- Johann Baptist v. Pfeilschifter, der bayerische Plutarch, München 1954

## Herausgeberschaft
- Clemens Brentano: Clemens Brentano und Apollonia Diepenbrock, München 1924
- Joseph von Eichendorff: Sämtliche Werke des Freiherrn Joseph von Eichendorff, Tübingen
  - 4. Dichter und ihre Gesellen, 1939
  - 6. Die Dramen des Freiherrn Joseph von Eichendorff, 1950